# Bistarac Gornji
Bistarac Gornji (en cyrillique : Бистарац Горњи) est un village de Bosnie-Herzégovine. Il est situé dans la municipalité de Lukavac, dans le canton de Tuzla et dans la fédération de Bosnie-et-Herzégovine. Selon les premiers résultats du recensement bosnien de 2013, il compte 973 habitants.

## Géographie
Sur le territoire du village se trouve le lac de Bistarac.

## Démographie

### Évolution historique de la population
| 1948 | 1953 | 1961 | 1971  | 1981  | 1991  | 2013 |
| ---- | ---- | ---- | ----- | ----- | ----- | ---- |
| -    | -    | 930  | 1 151 | 1 224 | 1 234 | 973  |

|  |

### Communauté locale
En 1991, la communauté locale de Bistarac Gornji comptait 1 397 habitants, répartis de la manière suivante :